# Municipio de Benton (condado de Benton)
El municipio de Benton (en inglés: Benton Township) es uno de los veinte municipios ubicados en el condado de Benton en el estado estadounidense de Iowa. En el año 2000 el municipio tenía una población de 900 habitantes y una densidad poblacional de 15,5 personas por km².

## Geografía
El municipio de Benton se encuentra ubicado en las coordenadas 42°09′14″N 91°53′07″O / 42.15389, -91.88528.